# ザンクト・マルグレーテン - ラウテラッハ線
ザンクト・マルグレーテン - ラウテラッハ線（ドイツ語: Bahnstrecke St. Margrethen–Lauterach）は、スイスとオーストリアのボーデン湖地域における全長9,580 mの電化された鉄道路線である。スイスのザンクト・ガレン州にあるザンクト・マルグレーテン駅とオーストリアのフォアアールベルク州のラウテラッハ北分岐点を結び、そこでリンダウ - ブルーデンツ線に合流する。当路線の大部分はオーストリア連邦鉄道 (ÖBB) の所有であり、ザンクト・マルグレーテン駅は国境駅として使用されている。

## 歴史

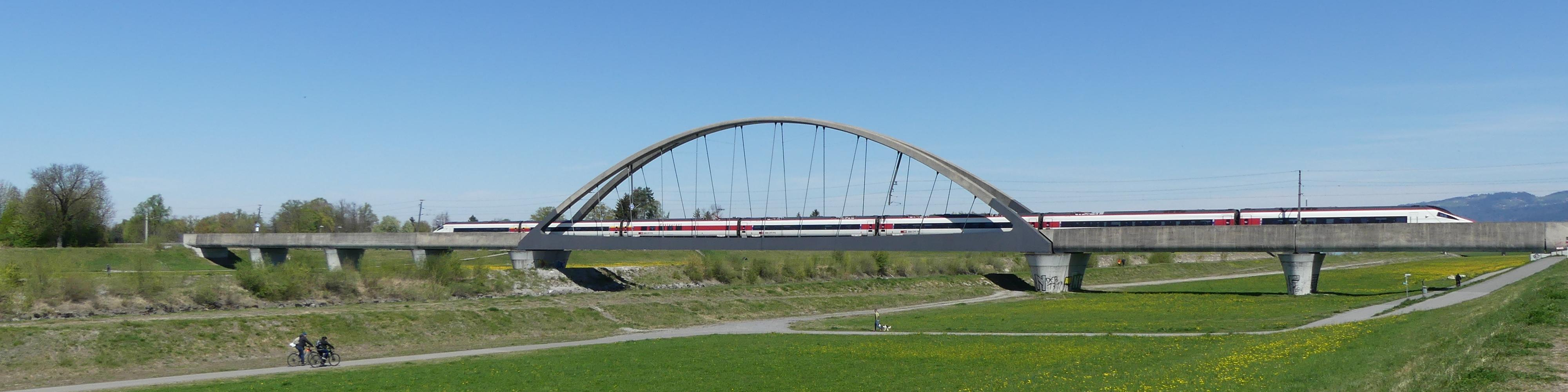
ÖBBルステナウ・ライン川橋梁

1872年11月23日にクール - ロールシャッハ線とリンダウ - ブルーデンツ線間の接続線が、帝国特認フォアアールベルク鉄道 (k. k. privilegierte Vorarlberger Bahn) によって開業した。およそ1年後の1873年11月1日にチューリッヒとミュンヘン間の最初の優等列車が運行された。この路線はリンダウ - ブルーデンツ線と共に国有化された。
1938年のオーストリア併合以降、この路線はドイツ国営鉄道のアウクスブルク管理局に所属することとなった。
1945年にÖBBが再建され、当路線はÖBBのインスブルック管理局に復帰した。1949年1月2日に電化された。
2010年から2013年にかけてザンクト・マルグレーテン - ルステナウ間の線路が更新され、276.5 mのÖBBルステナウ・ライン川橋梁 (ÖBB-Rheinbrücke Lustenau) のほか7か所の橋梁が洪水対策として新たに整備された。これに伴いルステナウ・マルクト駅は廃止された。
2016年から2021年にかけてルステナウ駅がバス停やパークアンドライド用駐車場などを備えた交通結節点として全面改築された。
2021年にはルステナウ - ラウテラッハ間の線路が更新され、あわせてハルト＝フースアッハ - ラウテラッハ西間が複線化された。2022年にハルト＝フースアッハ駅が建て替えられ、ラウテラッハ＝ウンターフェルト駅が新設された。

## 運行形態
中距離電車であるフォアアールベルクSバーン「S3」「R5」系統、ザンクト・ガレンSバーン「S7」系統と、チューリッヒ - ミュンヘン間を結ぶ長距離列車のユーロシティ6本が当路線を運行している。貨物列車はスイス側からオーストリアのヴォルフルト貨物駅まで乗り入れている。